# Syntretus flevo
Syntretus flevo är en stekelart som beskrevs av Van Achterberg och Haeselbarth 2003. Syntretus flevo ingår i släktet Syntretus och familjen bracksteklar. Inga underarter finns listade i Catalogue of Life.